# Tristan Mombo
Tristan Mombo (ur. 24 sierpnia 1974) – gaboński piłkarz grający na pozycji obrońcy.

## Kariera klubowa
W swojej karierze piłkarskiej Mombo grał w takich klubach jak: Mbilinga FC i FC 105 Libreville.

## Kariera reprezentacyjna
W reprezentacji Gabonu Mombo zadebiutował w 1992 roku. W 1994 roku zagrał we dwóch meczach Pucharu Narodów Afryki 1994: z Nigerią (0:3) i z Egiptem (0:4).
W 2000 roku Mombo został powołany do kadry na Puchar Narodów Afryki 2000. Tam zagrał jednym meczu, z Demokratyczną Republiką Konga (0:0).